# Jari Litmanen
Jari Olavi Litmanen (født 20. februar 1971 i Lahti, Finland) er en finsk tidligere fodboldspiller (offensiv midtbane/angriber), og indehaver af både kamp- og målrekorden for det finske landshold. Han havde en lang karriere hos blandt andet Ajax, Barcelona og Liverpool, og anses normalt som den bedste fodboldspiller i Finlands historie.

## Karriere

### Klubkarriere
Litmanen blev født i Lahti i den finske region Päijänne-Tavastland i 1971, og talentet viste sig hurtigt hos ham, idet han allerede som 16-årig fik sin debut i den bedste finske række, hvor han repræsenterede klubben Reipas fra hjembyen Lahti. Efter nogle sæsoner fik han mulighed for at prøve kræfter i større klubber, og spillede først for HJK Helsinki og siden MyPa. Hos MyPa var han i 1992 med til at vinde den finske pokalturnering, inden han samme år skiftede til den hollandske storklub AFC Ajax fra Amsterdam.
Litmanen tilbragte de følgende syv sæsoner hos Ajax, og opnåede i denne periode status som legende i hovedstadsklubben. I sin første sæson i klubben blev han primært benyttet som indskifter, og scorede én gang i 12 kampe, men allerede den følgende sæson blev han topscorer i Æresdivisionen med hele 26 scoringer. Samme år sikrede han sig det første af sine i alt fire hollandske mesterskaber med klubben, og året efter blev det til triumf i Champions League, da Ajax turneringen efter finalesejr på 1-0 over italienske AC Milan. Litmanen spillede de første 70 minutter af kampen, inden han blev udskiftet til fordel for Patrick Kluivert, der endte med at score kampens enlige mål
Efter syv sæsoner og over 100 mål for Ajax skiftede Litmanen i 1999 til spanske FC Barcelona, hvor han blev genforenet med sin gamle Ajax-træner Louis van Gaal. Han repræsenterede klubben halvanden sæson, men nåede aldrig at blive fast mand hos katalanerne, hvor han kun opnåede 21 ligakampe og tre scoringer. I vinteren 2001 skiftede han til den engelske traditionsklub Liverpool, hvor han også var på kontrakt i halvandet år. Også i Liverpool blev Litmanen primært benyttet som indskifter, og var i denne rolle en del af klubbens særdeles succesfulde år 2001, hvor holdet sikrede sig hele fem titler, blandt andet FA Cuppen, UEFA Cuppen og UEFA Super Cuppen. I sommeren 2002 blev han fritstillet af englænderne, og vendte tilbage til Ajax, hvor han frem til vinteren 2003/04 spillede yderligere 20 Æresdivisions-kampe.
Den sidste del af Litmanens karriere var præget af adskillige klubskifter og problemer med at opnå den samme succes, som havde præget hans år hos Ajax, og bragt ham til Barcelona og Liverpool. Han spillede blandt andet for tyske Hansa Rostock, engelske Fulham og svenske Malmö FF. Han sluttede sin karriere af i hjemlandet, hvor han først spillede for FC Lahti i sin hjemby og siden hos sin gamle klub fra sine tidlige år, HJK Helsinki, som han hjalp til det finske mesterskab i 2011.
Litmanen blev intet mindre end ni gange i løbet af karrieren kåret til Årets fodboldspiller i Finland af det finske forbund, heriblandt hele syv gange i træk fra 1992 til 1998. Derudover blev han i 1993 kåret til Årets spiller i Holland, mens han i 1995 kom på tredjepladsen i UEFAs kåring af Europas bedste spiller, den såkaldte Ballon d'Or. I 2003 blev han kåret til den bedste finske fodboldspiller nogensinde i UEFAs historie, en kåring der fandt sted i anledning af det europæiske fodboldforbunds 50 års jubilæum.

### Landshold
Litmanen spillede desuden hele 137 kampe og scorede 32 mål for Finlands landshold, hvilket giver ham både kamp- og målrekorden for landsholdet. Hans første landskamp var et opgør mod Trinidad og Tobago 22. oktober 1989, hans sidste en EM-kvalifikationskamp mod San Marino 17. november 2010, hvor Litmanen scorede det ene mål i finnernes sejr på 8-0.
I hele 13 år (1996-2008) var Litmanen finnernes anfører, men nåede aldrig at føre sit land til en slutrunde. Tættest på kom landet under kvalifikationen til VM i 1998 i Frankrig, hvor kun et selvmål i tillægstiden af den sidste kamp betød, at finnerne ikke fik en plads i de afgørende playoff-kampe.

## Titler
Æresdivisionen
- 1994, 1995, 1996 og 1998 med Ajax

KNVB Cup
- 1993, 1998 og 1999 med Ajax

Johan Cruijff Schaal
- 1993, 1994 og 1995 med Ajax

Champions League
- 1995 med Ajax

UEFA Super Cup
- 1995 med Ajax
- 2001 med Liverpool

Intercontinental Cup
- 1995 med Ajax

FA Cup
- 2001 med Liverpool

Engelsk Liga Cup
- 2001 med Liverpool

Charity Shield
- 2001 med Liverpool

UEFA Cup
- 2001 med Liverpool

Veikkausliiga
- 2011 med HJK Helsinki

Finlands pokalturnering
- 1992 med MyPa
- 2011 med HJK Helsinki